# 옹진군
옹진군(甕津郡)은 1945년 11월 3일까지 황해도 남서부에 있던 군으로 옹진반도의 대부분과 인근 도서를 관할로 하였으며 옹진읍·부민면·용연면·봉구면·흥미면·동남면·북면·서면·용천면·교정면·가천면의 1읍 10면으로 구성되었다.

## 역사
- 1018년 : 고려 현종 때에 옹진현이 설치되었다.
- 1895년 : 해주부 옹진군
- 1896년 : 황해도 옹진군
- 1914년 : 황해도 옹진군(1읍 10면 : 옹진읍(甕津邑)·부민면(富民面)·용연면(龍淵面)·봉구면(鳳𩿨面)·흥미면(興嵋面)·동남면(東南面)·북면(北面)·서면(西面)·용천면(龍泉面)·교정면(交井面)·가천면(茄川面))
- 1945년 11월 4일 : 황해도의 38선 이남 지역이 경기도에 편입되었다. 이에 따라 황해도 옹진군은 경기도 옹진군이 되었고, 벽성군 해남면 · 동강면 · 송림면과 장연군 백령면 등 38선 이남의 인근 4개면이 옹진군에 편입되었다.[1][2][3][4]

| 군정법률 제22호 시도직제 |               |
| 구 행정구역 | 신 행정구역   |
| 황해도 옹진군 옹진읍(벽성군 월록면, 대거면 일부 합면), 동남면, 봉구면, 부민면(벽성군 가좌면 일부 합면), 북면(가천면 일부 합면), 서면(교정면 일부 합면), 용연면, 용천면, 흥미면 | 경기도 옹진군 |
| 황해도 벽성군 해남면, 동강면, 송림면 | 경기도 옹진군 |
| 황해도 장연군 백령면 | 경기도 옹진군 |
- 1946년 12월 : 38선 이북에선 옹진군 전 지역이 벽성군에 편입되어 옹진군이 폐지되었다.[3][4][5][6]
- 1953년 7월 27일 : 한국 전쟁의 결과, 본래 황해도 옹진군이었던 지역은 모두 군사분계선 이북 지역이 되었고, 경기도 옹진군에는 1945년 11월 4일에 편입되었던 백령면(백령도·대청도·소청도)과 송림면 연평리(연평도)만 남게 되었다.

## 대한민국의 옹진군
현재 대한민국 인천광역시의 행정 구역이다. 1945년 11월 4일에 황해도 옹진군이 경기도에 편입되어 경기도 옹진군이 되었으나, 한국 전쟁으로 인해 경기도 옹진군에는 백령군도(백령도·대청도·소청도)와 송림면 연평리(연평도)만 남게 되었다.
1973년 부천군이 폐지되면서 부천군의 섬 지역(영종면 · 북도면 · 용유면 · 덕적면 · 영흥면 · 대부면 등 6면 3출장소)이 모두 옹진군에 편입되어 옹진군은 경기만 일대의 도서를 아우르는 현재와 같은 행정구역을 갖게 되었다. 이 가운데 영종면와 용유면은 1989년 1월 1일 인천광역시 중구에 편입되었고, 1994년 12월 26일에는 대부면이 안산시에 편입되었다. 1995년 3월 1일, 옹진군 일원이 경기도에서 인천광역시로 편입되었다.
현재 옹진군은 백령면, 영흥면, 북도면, 덕적면, 연평면, 대청면, 자월면 등 7개 면과 장봉 · 소청 등 2개의 출장소로 이루어져 있다. 한편 이북5도위원회에서는 한반도 군사 분계선 이북에 위치한 명목상 황해도의 군인 옹진군을 관할하고 있다.

## 조선민주주의인민공화국의 옹진군
조선민주주의인민공화국 황해남도의 행정 구역이다.